# Štoky
Štoky är en köping i Tjeckien.   Den ligger i regionen Vysočina, i den centrala delen av landet, 110 km sydost om huvudstaden Prag. Štoky ligger 522 meter över havet och antalet invånare är 1 540.
Terrängen runt Štoky är lite kuperad. Runt Štoky är det tätbefolkat, med 257 invånare per kvadratkilometer. Närmaste större samhälle är Jihlava, 11,8 km söder om Štoky. I omgivningarna runt Štoky växer i huvudsak blandskog.